# Oksana Pochepa
Oksana Pochepa nascida Oksana Aleksandrovna Pochepa (em russo:  Оксана Александровна Почепа ) (Rostóvia do Dom, Rússia - 20 de julho de 1984) é uma cantora pop e modelo russa. 
A primeira aparição de Pochepa nas paradas russas se deu quando ela tinha 13 anos de idade. Ela fez parte de uma banda chamada "Maloletka" (em russo:  Малолетка) e cantava sob o pseudônimo de Akula (tubarão em língua russa). Em 2001 ela lançou seu primeiro álbum solo, intitulado "Kislotniy DJ" (em português:  DJ Ácido).  Em 2007 Oksana posou para uma sessão de fotos da revista Maxim.